# Blues-rock előadók
A blues-rock egy hibrid zenei műfaj, kombinálva a blues-os improvizációval és a tizenkét-ütemes blues-zal, kiteljesülve a boogie jam-ekkel és a rock and roll stílussal. Főleg elektromos gitáron, basszusgitáron és dobon játsszák a blues-rock-ot. Általában az elektromos gitárt egy csöves erősítőn keresztül betorzítva szólaltatják meg.

## 1960-as évek
- Allman Brothers Band: Southern rock, blues-rock, jam, instrumentális rock, hard rock
- The Animals: Blues-rock, rock, pszichedelikus rock
- Eric Clapton: Blues, blues-rock
- Cream: Hard rock, blues-rock, pszichedelikus rock, acid rock, heavy metal
- The Doors: Rock, hard rock, blues-rock, acid rock, pszichedelikus rock
- Jethro Tull: Blues-rock, folk rock, progresszív rock
- Janis Joplin a Big Brother and the Holding Company-val: Blues Rock, Hard Rock, Acid Rock, pszichedelikus Rock, boogie Rock
- Jimi Hendrix: Hard rock, blues-rock, acid rock, pszichedelikus rock
- John Mayall: Blues-rock, harmonica blues, British blues, electric blues
- Led Zeppelin: Hard rock, heavy metal, blues-rock, folk rock
- The Rolling Stones: Blues-rock, R&B, rock and roll
- Status Quo: hard rock
- The Yardbirds: Blues-rock, British Invasion, rhythm and blues, British blues, pszichedelikus rock, hard rock
- Canned Heat: Blues-rock, boogie-rock

## 1970-es évek-1980-as évek
- AC/DC: Rock, heavy metal, blues-rock, hard rock (Sydney, Ausztrália)
- Aerosmith: Hard rock, blues-rock, heavy metal (Boston, Amerikai Egyesült Államok)
- Derek and the Dominos: Blues, blues-rock (Anglia)
- B.B. King: Blues (Amerikai Egyesült Államok)
- Gary Moore: Hard rock, heavy metal, rock, blues-rock, blues (Northern Ireland, Anglia)
- Lynyrd Skynyrd: Southern rock, hard rock, blues-rock (Amerikai Egyesült Államok)
- Stevie Ray Vaughan: Electric blues, blues-rock, Texas blues (Amerikai Egyesült Államok)
- Whitesnake: Hard rock, blues-rock, heavy metal (North Yorkshire, Anglia)
- ZZ Top: Rock, blues-rock, hard rock (Amerikai Egyesült Államok)

## 1990-es évek-2000-es évek
- Arc Angels: blues rock, Texas blues (Austin Texas)
- The White Stripes: Alternative rock, garage rock revival, punk blues, blues rock (Amerikai Egyesült Államok)
- Kenny Wayne Shepherd: blues rock, hard rock, Delta blues, Chicago Blues (Amerikai Egyesült Államok)
- Alicia Keys: Soul, neo soul, traditional R&B, blues, blues rock (2007-es album As I Am című albumától) (Amerikai Egyesült Államok)